# Jan-Peter Peckolt
Jan-Peter Peckolt (Ludwigshafen am Rhein, 4 de maio de 1981) é um velejador alemão.

## Carreira
Jan-Peter Peckolt representou seu país nos Jogos Olímpicos de 2008, na qual conquistou a medalha de bronze na classe 49er em 2008. 